# Illice croesus
Illice croesus är en fjärilsart som beskrevs av George Francis Hampson 1914. Illice croesus ingår i släktet Illice och familjen björnspinnare. Inga underarter finns listade i Catalogue of Life.